# FooBillard

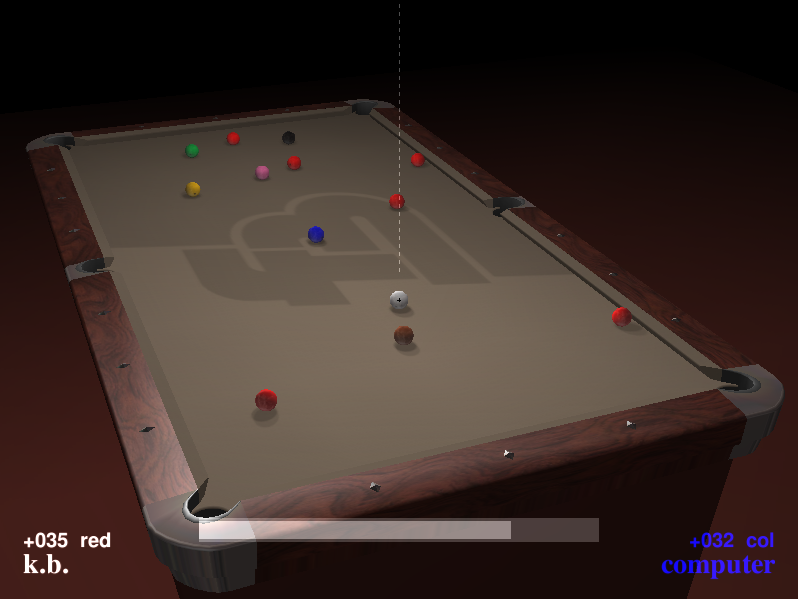
FooBillard version 3.0a

FooBillard 是免费的OpenGL台球游戏。首先支持Linux，有人移植到Mac OS X和Windows。拥有真实的物理引擎和AI，几种模式：
- 桌球
- 开仑
- 斯诺克
- 8号球
- 9号球

FooBillard是自由软件，遵循GPLv2
其有趣的功能包括：
- 红绿3D眼镜效果
- 自由视角
- 动画方式的排列

## 链接
- 主站
- Mac版本FooBillard